# Kršćanluk
Kršćanluk ili kršćanski svijet (grč. Χριστιανικός κόσμος, tal. cristianità, njem. Christenheit, eng. Christendom) je pojam kojim se opisuje ukupnost prostora i razdoblja u kojima su kršćanska vjera i kršćanska etika prevladavajuće u društvu, njegovim strukturama i institucijama. U užem smislu – povijesnom i zemljopisnom – označava kršćanske zemlje, bilo da je riječ o državama u kojima je kršćanstvo službena religija, bilo područjima gdje kršćani čine većinu stanovnika ili kršćanstvo čini temelj lokalne kulture.
Pod kršćanlukom može se podrazumijevati skup različitih društava ili država koje su sebe definirale kao kršćanske, zajedno s njihovim kulturološkim obilježjima. 
U suvremenom zapadnom društvu kršćanstvo više nije prevladavajuća kulturna i filozofska stvarnost.

## Etimologija
Talijanski izraz cristianità, njemački Christenheit, engleski Christendom, je pojam koji se u hrvatskom pogrešno prevodi kao »kršćanstvo«. Kršćanstvo je na talijanskom cristianesimo, na njemačkom Christentum, a na engleskom Christianity.
U hrvatskom jeziku staru kovanicu »kršćanluk« za prijevod s talijanskog cristianità ili s latinskog christianitas (također societas christiana, ecclesia militans) koristili su i neki stari molitvenici na hrvatskom jeziku. Primjerice, molitvenik Vrata nebeska Stipana Grdenića iz devetnaestog stoljeća.
Od suvremenih autora kovanicu »kršćanluk« koristili su Stjepan Kušar, Ivan Šarčević, Ivica Huljev. Tomislav Ivančić i ini.

## Historiografija
U historiografiji se govor o kršćanluku ili kršćanskom svijetu odnosi na svako konkretno i političko ostvarenje kršćanske religije u društvu. U zapadnoj Europi jedini potpuno dovršeni oblik kršćanluka bila je teokracija koja se postupno konsolidirala počevši od pokrštavanja Rimskog Carstva i barbarskih naroda pa sve do njegova raspada s protestantskom reformacijom: u ovom povijesnom razdoblju, koje se otprilike podudara sa srednjim vijekom, postojala su određena preklapanja između Katoličke Crkve i države, crkvenih i svjetovnih vlasti.
Osim u srednjovjekovnoj Europi, to se odnosi i na Armeniju (s Armenskom apostolskom Crkvom) ili Etiopiju (s Etiopskom tevahedo Crkvom), koje su vrlo brzo učinile kršćanstvo svojom službenom religijom i glavnim ujedinjujućim čimbenikom društva i naroda.

### „Srednjovjekovni kršćanluk”
U europskom kontekstu neki povjesničari govore o tzv. „srednjovjekovnom kršćanluku”, čiji se početci mogu poklapati sa Solunskim ediktom (kojim je kršćanstvo postalo službena religija Rimskoga Carstva), a njegovo ispunjenje Karolinško Carstvo i Sveto Rimsko Carstvo Koncept „kršćanske države” počeo se napuštati s protestantskom reformacijom i posljedičnim hugenotskim i Tridesetogodišnjim ratom, kada je poslušnost Svetoj Stolici prestala biti čimbenikom ujedinjenja Europe.
Katolička Crkva je nekoliko stoljeća, u određenom smislu, nastavljala gledati na srednji vijek kao na uzor, model koji treba oponašati ili barem biti njime nadahnut. Tako je još papa Lav XIII. smatrao:
Drugi vatikanski Sabor bio je određena vrsta dijaloga sa suvremenim društvom u kojemu više nema nekadašnje prevlasti kršćanske kulture. Tako papa Franjo u govoru Rimskoj kuriji 2019. ističe::